# Linaria peloponnesiaca
Linaria peloponnesiaca är en grobladsväxtart som beskrevs av Pierre Edmond Boissier och Heldr.. Linaria peloponnesiaca ingår i släktet sporrar, och familjen grobladsväxter. Inga underarter finns listade i Catalogue of Life.